# محمدرضا راشد
محمدرضا راشد ۱۳۳۱ نماینده مردم (مغان- آذربایجان شرقی) در انتخابات میاندوره‌ای اولین دوره مجلس شورای اسلامی بود. او توانست با کسب ۳۵٬۹۸۵ رای برابر با۸۰٫۱۰ درصد آراء کرسی نمایندگی مجلس را بدست آورد